# Indigofera linifolia
Indigofera linifolia là một loài thực vật có hoa trong họ Đậu. Loài này được (L.f.) Retz. miêu tả khoa học đầu tiên.